# تادانوبو أسانو
تادانوبو ساتو (باليابانية: 忠信 ō); ساتو تادانوبو، ولدت 27 نوفمبر 1973) معروف باسم تادانوبو أسانو (باليابانية: 野 忠信 忠信); أسانو تادانوبو)، ممثل وموسيقي ياباني، قام بعدة أدوار تليفزونية وسينمائية لكن أول نجاح على المستوى النقدي كان من خلال فيلم مابروشي (1995), حيث قام بأداء دور رجل يلقى نفسه فجأة من القطار تاركاً زوجته وطفله. دور بارز آخر ظهر به كممثل مخضرم في فيلم الحياة الأخيرة في العالم (2003), شارك في فيلم مذاق الشاي (2004), والذي عرض لأول مرة في مهرجان كان السينمائي.

## حياته
ولد تادانوبو ساتو في 27 نوفمبر 1973 في يوكوهاما، لأب يعمل وكيلا للممثلين وهو الذي رشحه للقيام بأولى أداوره التليفزيونية وهو لا يزال في عمر السادسة عشر، في عام 2009 شارك في فيلم (زوجة عازف الكمان) وقام فيه بدور كاتب سكير، رغم إنه في حياته العادية لا يذوق الكحوليات. لعب أسانو دور (هوجان) في فيلم (ثور) بجزءيه والذين عرضوا في الأعوام 2011، 2012.

## الأعمال

### أفلام
- فراشة خطافية الذيل (1996)
- طعم الشاي (2004)

## روابط خارجية
- تادانوبو أسانو على موقع IMDb (الإنجليزية)
- تادانوبو أسانو على موقع ميتاكريتيك (الإنجليزية)
- تادانوبو أسانو على موقع قاعدة بيانات الأفلام العربية
- تادانوبو أسانو على موقع ألو سيني (الفرنسية)
- تادانوبو أسانو على موقع ميوزك برينز (الإنجليزية)
- تادانوبو أسانو على موقع أول موفي (الإنجليزية)
- تادانوبو أسانو على موقع قاعدة بيانات الأفلام السويدية (السويدية)
- تادانوبو أسانو على موقع أول ميوزيك (الإنجليزية)
- تادانوبو أسانو على موقع ديسكوغز (الإنجليزية)
- تادانوبو أسانو على موقع قاعدة بيانات الفيلم (الإنجليزية)
- الموقع الرسمي